# محوطه گوربندی پشته زرانگوش
محوطه گوربندی پشته زرانگوش مربوط به عصر مفرغ - سده‌های اولیه دوران‌های تاریخی پس از اسلام است و در شهرستان دره‌شهر، بخش بدره، دهستان هندینی، ۴ کیلومتری روستای زرانگوش واقع شده و این اثر در تاریخ ۳۰ بهمن ۱۳۸۶ با شمارهٔ ثبت ۲۱۰۲۲ به‌عنوان یکی از آثار ملی ایران به ثبت رسیده است.